# Stadtkirche Burgstädt

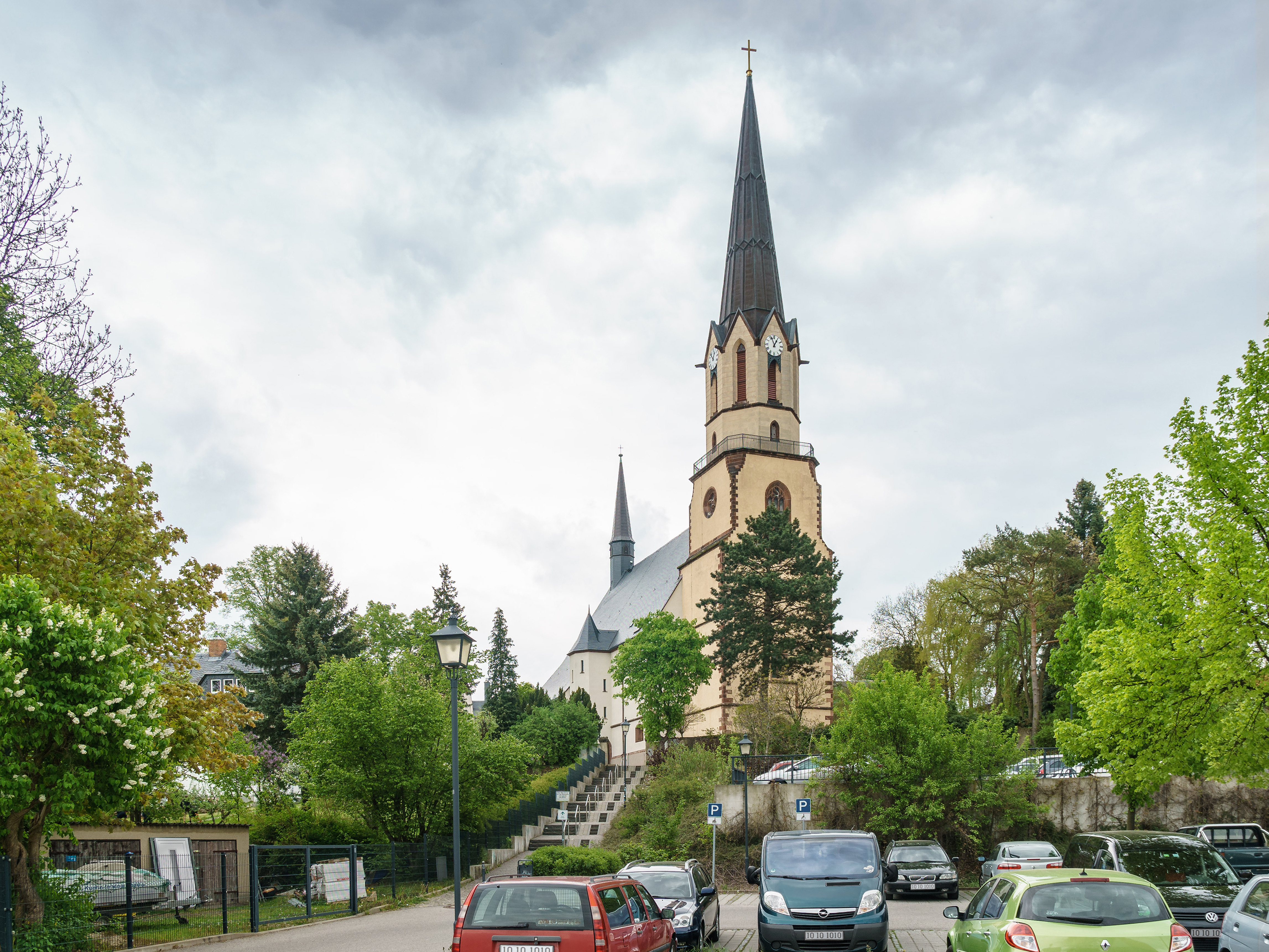
Stadtkirche Burgstädt, Ansicht von Nordwest

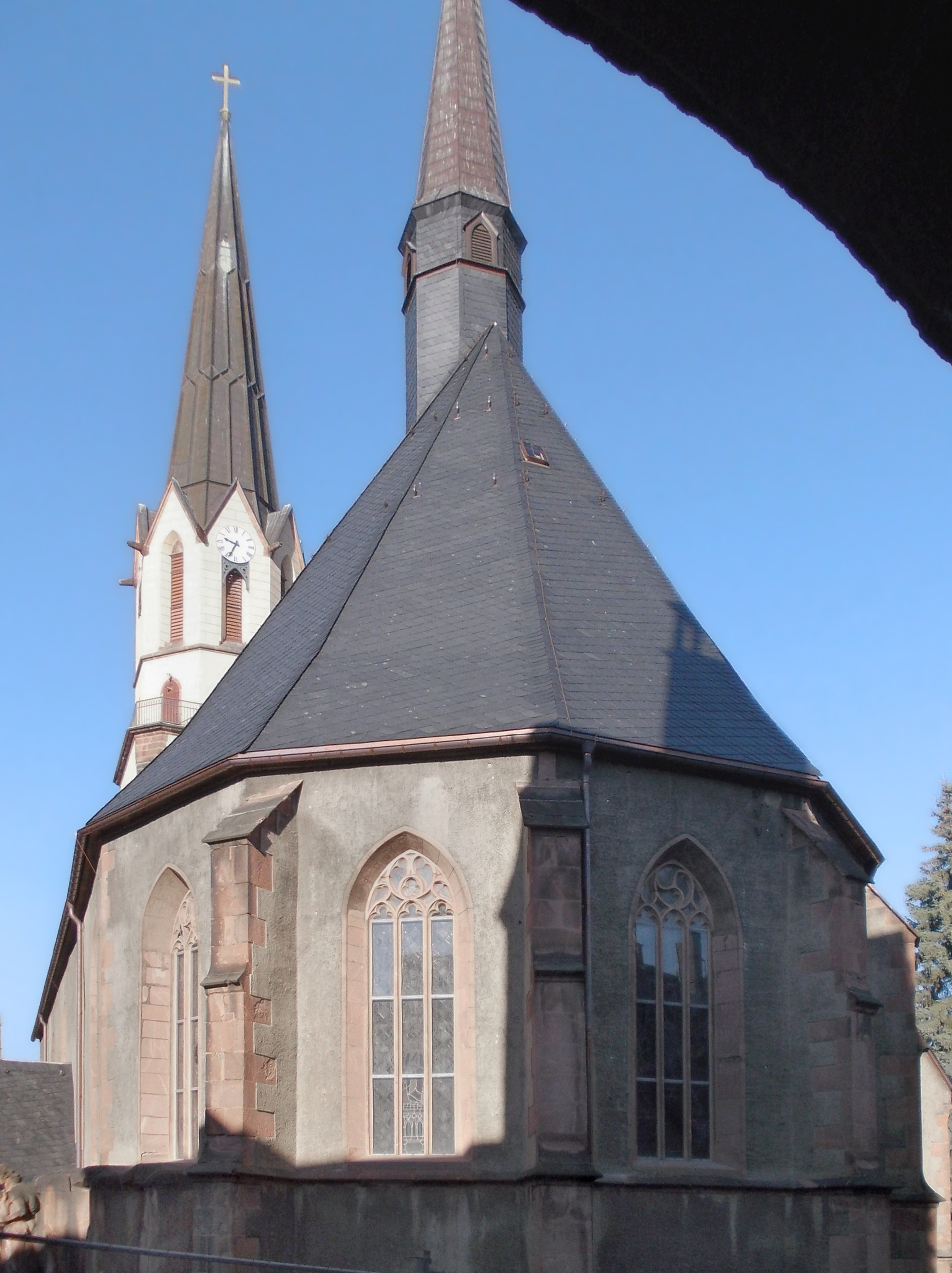
Ansicht von Osten

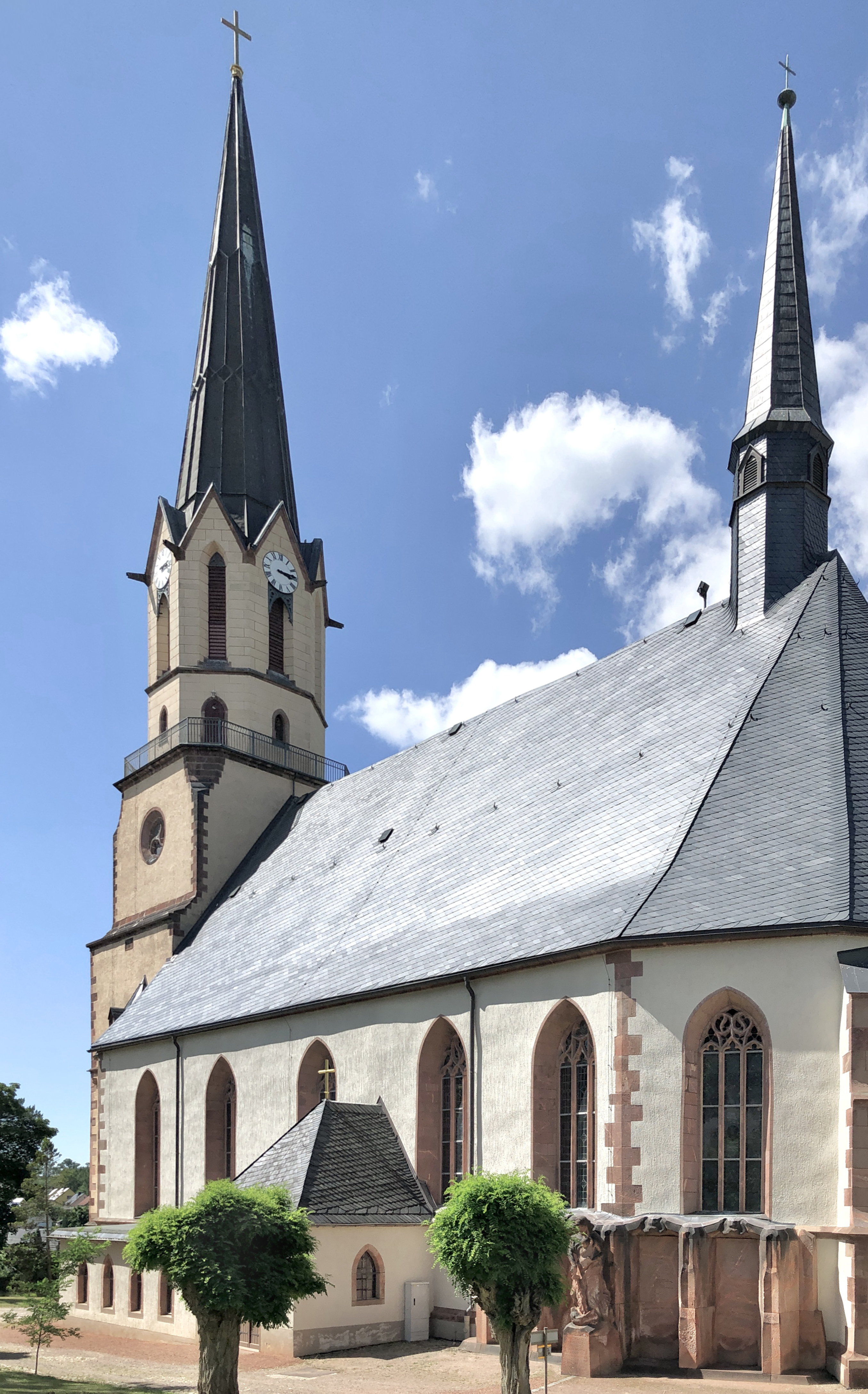
Ansicht von Südost

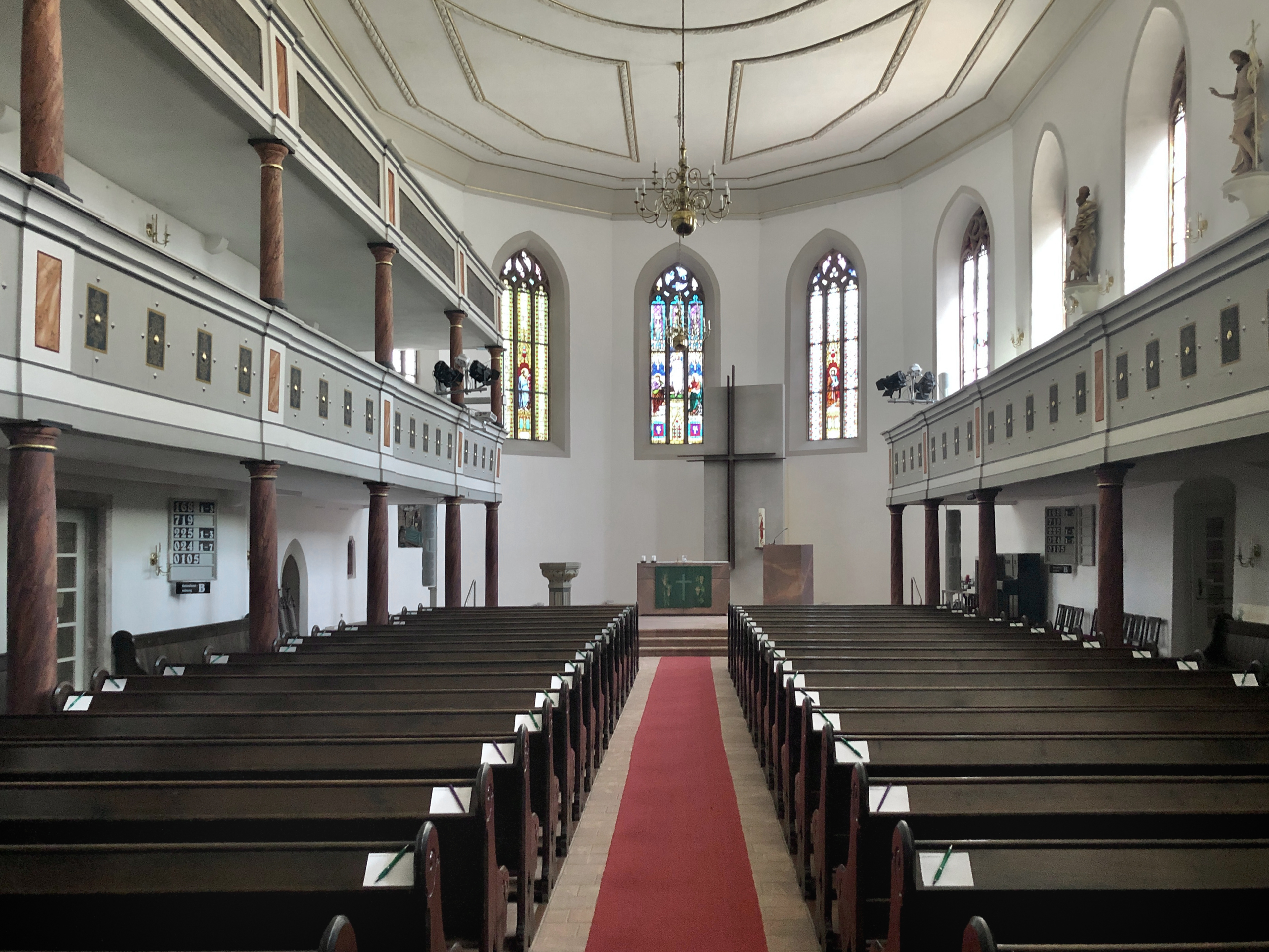
Blick zum Altar

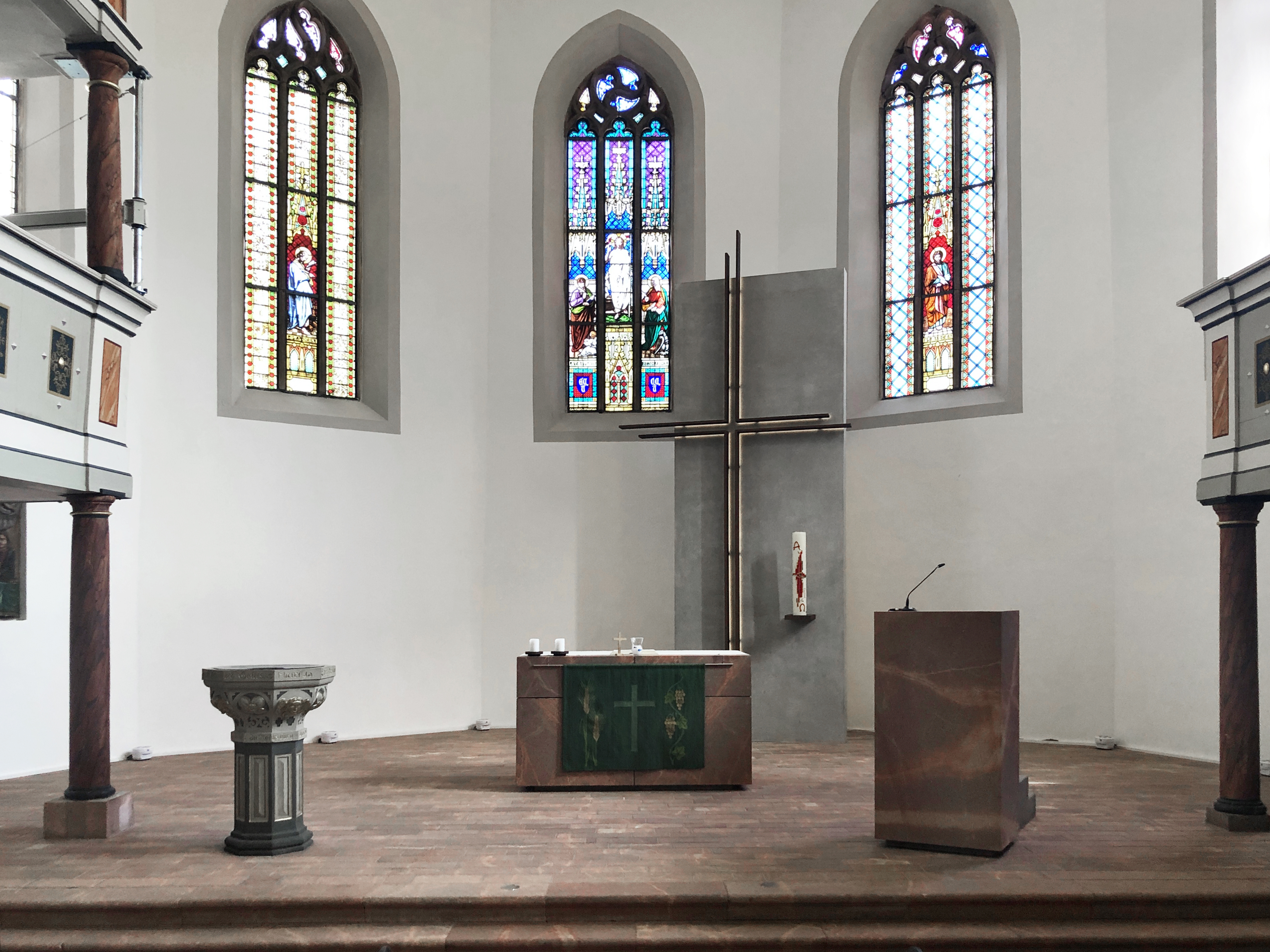
Chor

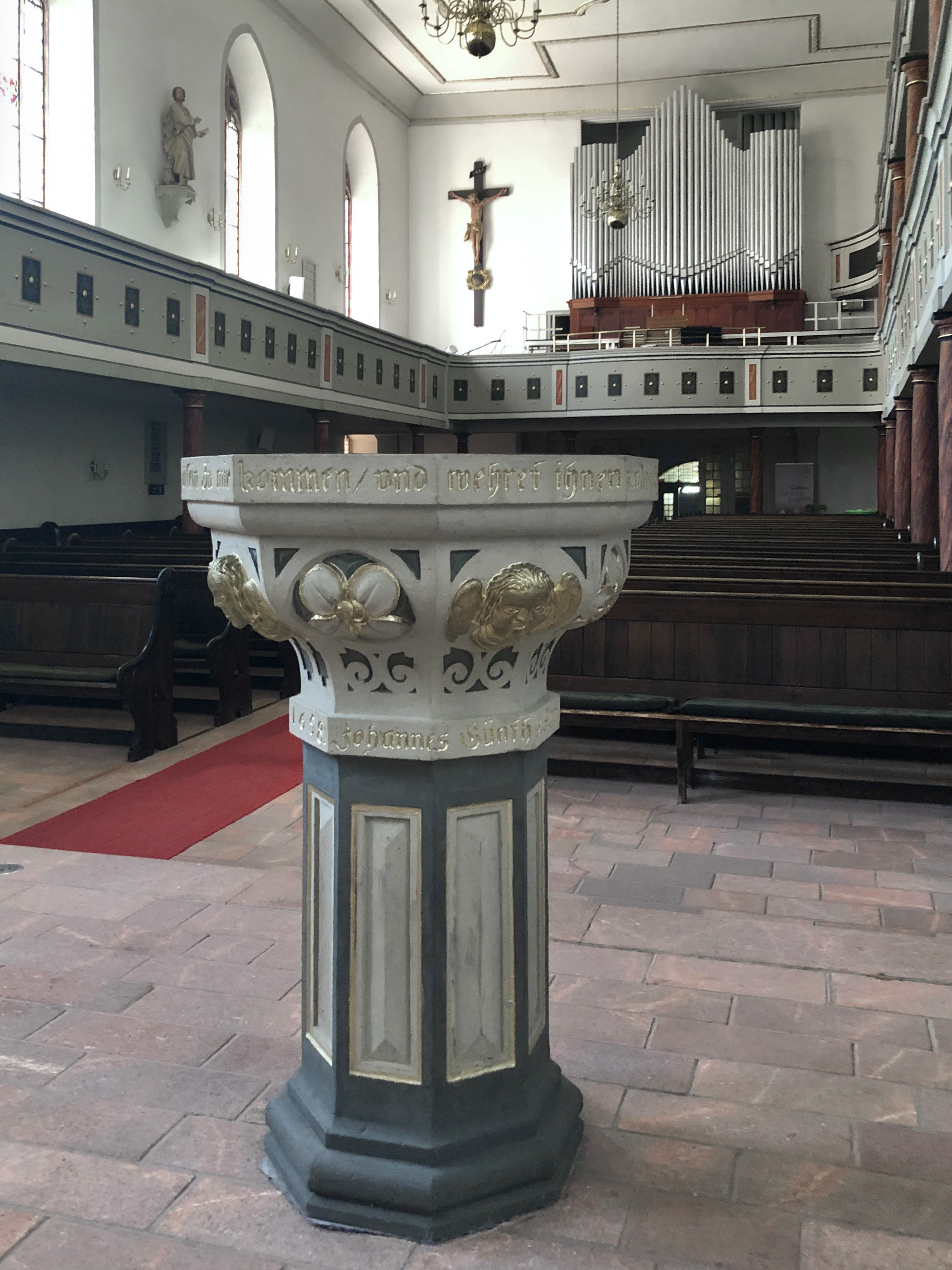
Taufstein

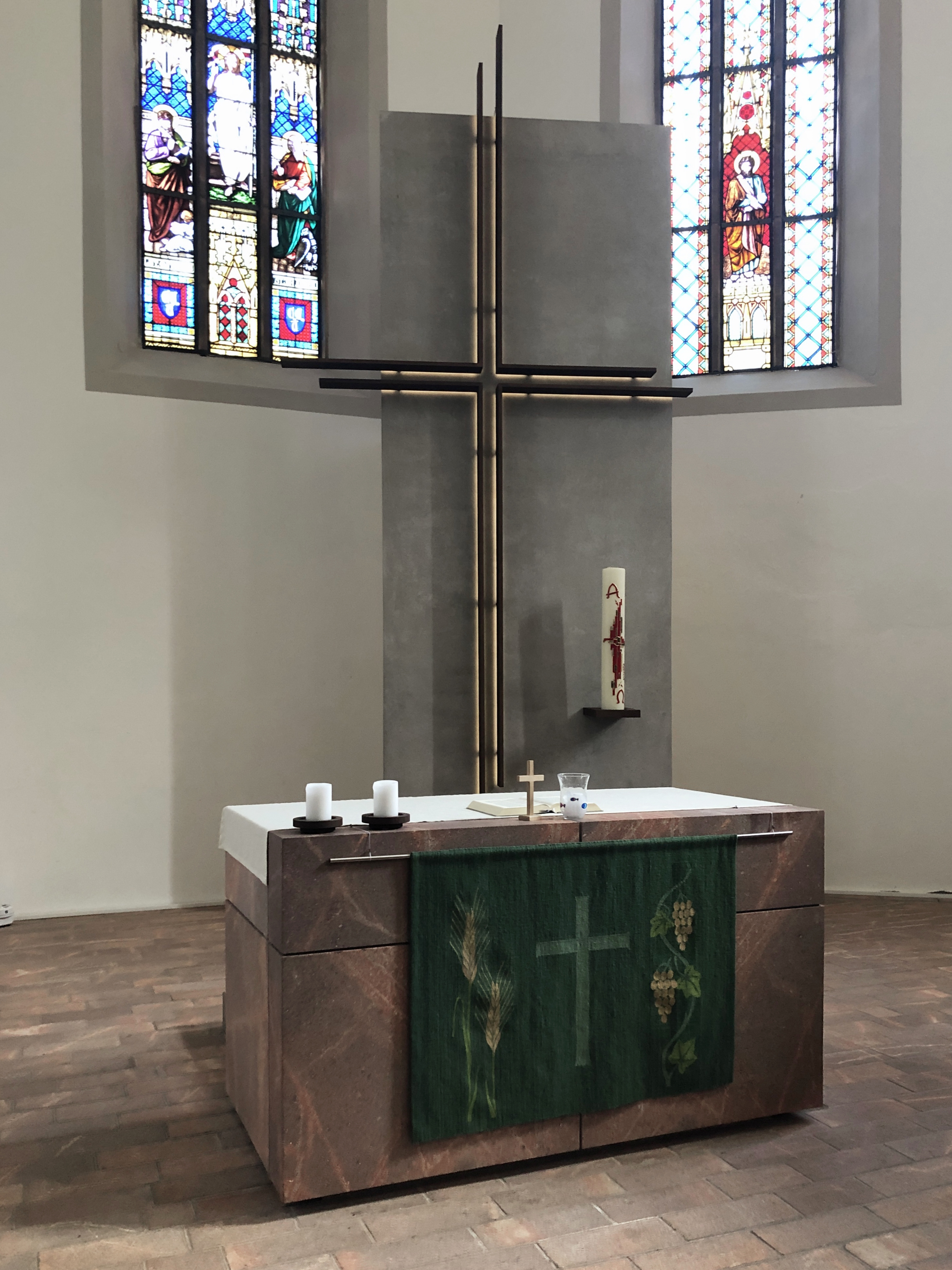
Altar

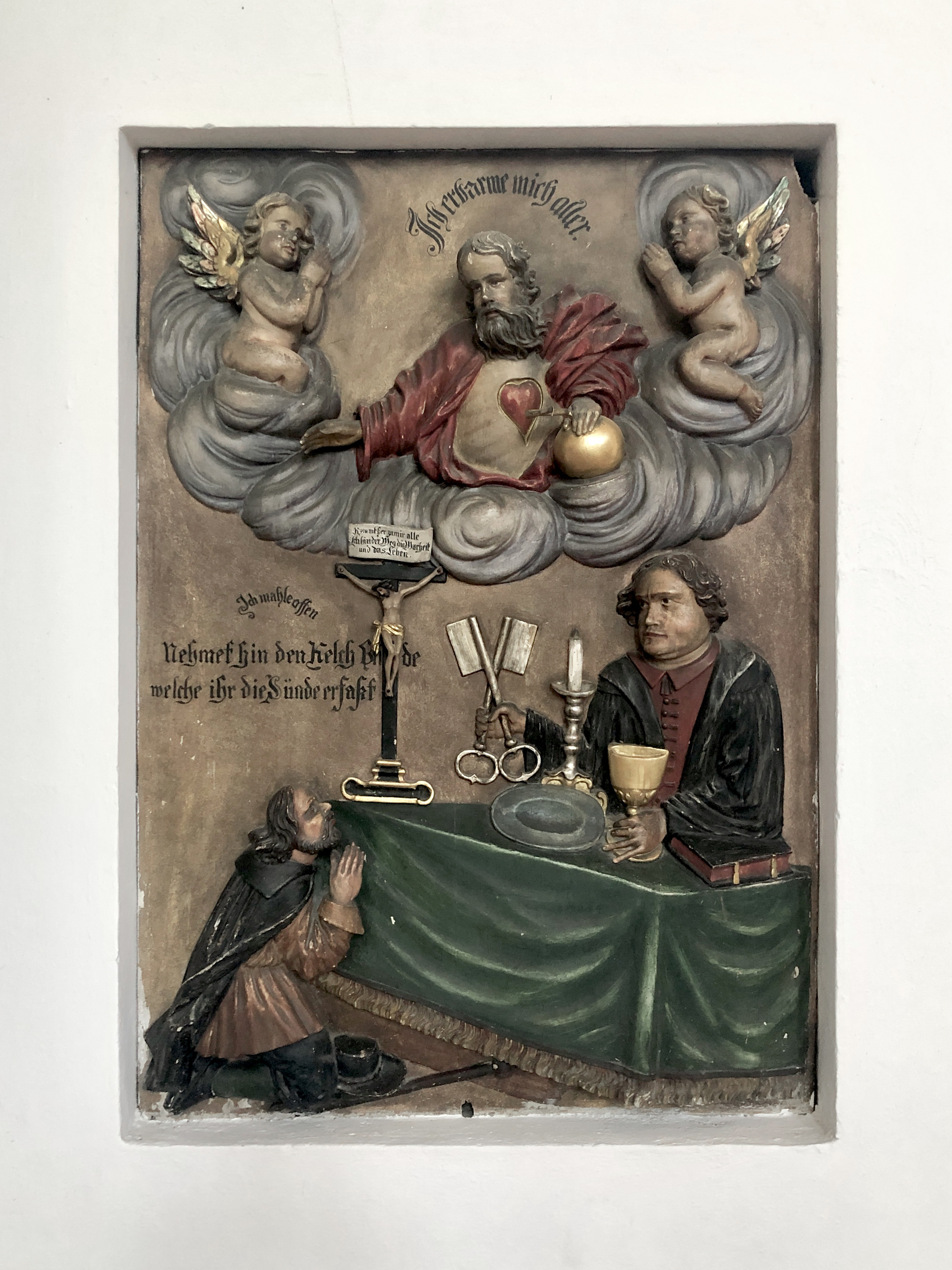
Schnitzrelief, Christian Suttinger, 1692

Die evangelische Stadtkirche Burgstädt ist eine spätgotische Saalkirche in Burgstädt im Landkreis Mittelsachsen in Sachsen. Sie gehört zur Kirchengemeinde Burgstädt im Kirchenbezirk Chemnitz der Evangelisch-Lutherischen Landeskirche Sachsens.

## Geschichte und Architektur
Die große spätgotische Stadtkirche wurde in den Grundzügen nach dem Jahr 1522 (nach einer Inschrift am Chorstrebepfeiler) neben einer älteren Kapelle erbaut, die als Sakristei in den Neubau einbezogen wurde. Nach dem Stadtbrand von 1650 erfolgte eine Wiederherstellung des Bauwerks im Jahr 1656 im Stil der Gotik. Im 17. bis 19. Jahrhundert wurde das Bauwerk mehrfach im Innern umgebaut. Größere Maßnahmen erfolgten in den Jahren 1882, 1934 sowie 1985/86, 1996/97 und 2015/16.
Das hoch aufragende Bauwerk ist aus Rochlitzer Porphyr erbaut, der fünfseitige Chorschluss ist mit Strebepfeilern versehen. Der massive Westturm über quadratischem Grundriss trägt einen oktogonalen Turmaufbau mit Helm in neugotischen Formen, der im Jahr 1882 erbaut wurde. An der Südseite des Turms ist eine Kopfkonsole angebracht, die Carl Ackermann in der Chronik der Parochie Burgstädt 1907 als Nonnenkopf mit Eselsohren deutet, während der Burgstädter Architekt André Teichmann darin eine Narrendarstellung als Abwehrzeichen vermutet.  Die spätgotischen Details, das Westportal mit Stabwerk und die dreiteiligen Maßwerkfenster sind stark erneuert.
Im Innern schließt eine hölzerne Felderdecke mit Girlanden den Raum ab, die vermutlich 1717 eingezogen wurde. Emporen sind an den Längsseiten eingebaut, die an der Nordseite zweigeschossig ausgebildet sind. Von den alten Gewölben sind in der nördlichen Sakristei sind Kreuzgewölbe und im Turmuntergeschoss zweijochige Netzgewölbe erhalten.

## Ausstattung
Mehr als dreißig Jahre befand sich in der Burgstädter Stadtkirche der barocke, reich verzierte Kanzelaltar der Kirche St. Michaelis im vogtländischen Wiedersberg, der 1737 von Johann Nikolaus Knoll aus Hof geschaffen wurde. Wegen des zunehmenden Verfalls der Kirche St. Michaelis im ehemaligen DDR-Grenzgebiet war der Altar 1981 über einen Leihvertrag dem Kirchenlehen Burgstädt überlassen worden. Mit der umfänglichen, barockisierenden Kirchenrestaurierung in Burgstädt 1985/86 wurde auch der Wiedersberger Kanzelaltar durch den Plauener Restaurator H. Müller restauriert und in der Stadtkirche aufgestellt.
2009 erhoben der Kirchenvorstand Wiedersberg und ein Verein zum Wiederaufbau von St. Michaelis Anspruch auf Rückführung ihres Kanzelaltars. Daher wurde 2014 ein Wettbewerb zum Entwurf eines neuen Altars für die Burgstädter Stadtkirche durchgeführt. Unter Juryvorsitz der Architektin Liane Remmler aus Lichtenau setzte sich Christian Mertens (Chemnitz/Zwickau) mit seinem Vorschlag für die Altarraumgestaltung durch. Der 2016, nach Abbau und Rückgabe des Wiedersberger Altars realisierte, sehr schlichte Entwurf besteht aus einem aufgelösten, LED-hinterleuchteten Cortenstahl-Kreuz vor einer Stahlbetonscheibe als Anbetungselement und je einem Block aus Rochlitzer Porphyrtuff für Altargrundkörper und Rednerpult. Asymmetrisch angeordnet, bilden diese drei Elemente zusammen mit dem Taufstein von 1658 ein organisches Ensemble im Chor-Halbrund.
Die folgenden Reste des original barocken Kanzelaltars aus dem Jahr 1692 vom Chemnitzer Bildhauer Christian Suttinger sind erhalten: ein Schnitzrelief mit einer symbolischen Darstellung der lutherischen Lehre, das in die Chornordwand eingelassen ist; ebenfalls drei lebensgroße Figuren: Christus mit der Siegesfahne sowie zwei Apostel über der Südempore. 
In der Chornordwand findet sich zudem eine spätgotische Sakramentsnische. Mehrere Pastorenbildnisse aus dem 18. Jahrhundert sind erhalten. Die Farbglasfenster im Chor stammen aus dem Jahr 1882. Mehrere kleinere Farbglasfenster, u. a. in der alten und in der neuen Sakristei, wurden 1934 von Burgstädter Bürgern und Familien gestiftet. Über der Orgelempore befindet sich ein 1706 gestiftetes lebensgroßes Kruzifix.
Die Orgel ist ein Werk von Wilhelm Sauer aus dem Jahr 1904 mit 44 Registern auf drei Manualen und Pedal.
Außen an der Sakristei ist ein Inschriftgrabstein von 1588 erhalten.
Die Kirche hat noch eine kleine Bronzeglocke von 1887 (Taufglocke, Fa. Bieling, Dresden) sowie drei Eisenhartgussglocken von 1952/53 (Fa. Schilling & Lattermann, Apolda/Morgenröthe).

## Gefallendenkmal Erster Weltkrieg

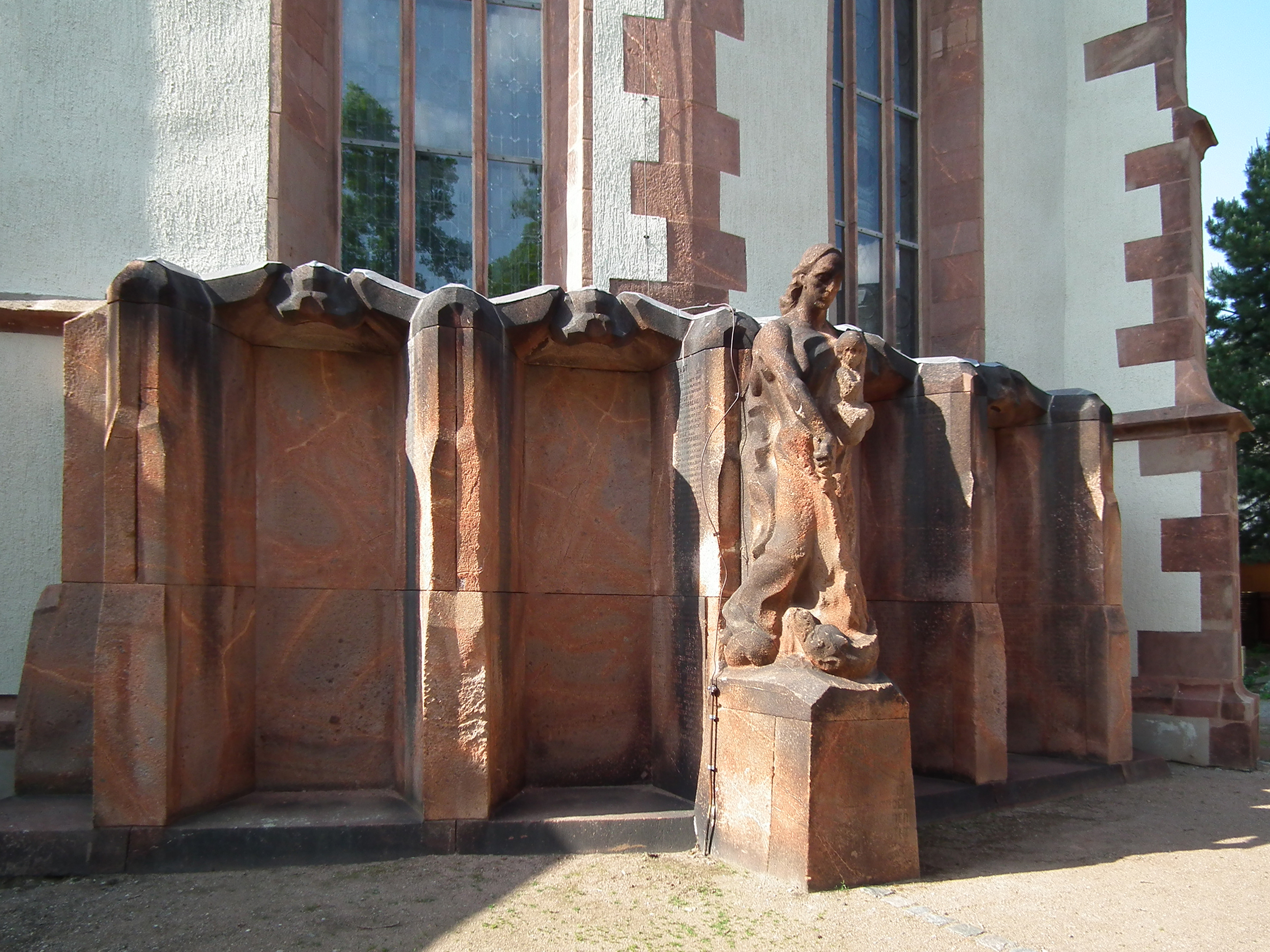
Gefallenendenkmal Erster Weltkrieg, Emil Mund, 1929

1929 wurde auf dem Kirchhof an der Chor-Ostseite ein Denkmal für die Gefallenen des Ersten Weltkrieges aus Rochlitzer Porphyr nach Entwurf des Chemnitzer Künstlers Emil Mund errichtet. Prägend ist eine zentral zwischen vier Namenstafeln angeordnete, allegorische Figur mit Kind auf dem Arm und nach unten gerichtetem Flammenschwert über einer am Boden liegenden Drachengestalt.

## Denkmalschutz
Die Stadtkirche ist mit der Objekt-Dokument-Nr. 09232707 in der Liste der Kulturdenkmale von Burgstädt verzeichnet. Kirche und Kirchhof mit Grabstätten der Familien Schüller, Welker, Steinert, Voigtländer-Tetzner, Kressner und von Bürgermeister Dr. Roth sind außerdem als Sachgesamtheit unter der Nr. 09300202 in die Denkmalliste eingetragen.